# Indien i olympiska sommarspelen 2008
Indien i olympiska sommarspelen 2008 bestod av idrottare som blivit uttagna av Indiens olympiska kommitté.

## Badminton
- Huvudartikel: Badminton vid olympiska sommarspelen 2008
- Herrar

| Namn         | Gren   | 32-delsfinal                      | 16-delsfinal               | 8-delsfinal      | Kvartsfinal      | Semifinal        | Final            | Final            |
| Namn         | Gren   | Resultat                          | Resultat                   | Resultat         | Resultat         | Resultat         | Resultat         | Plats            |
| ------------ | ------ | --------------------------------- | -------------------------- | ---------------- | ---------------- | ---------------- | ---------------- | ---------------- |
| Anup Sridhar | Singel | Vasconcelos (POR) (W 21-16 21-14) | Sato (JPN) (L 13-21 17-21) | Gick inte vidare | Gick inte vidare | Gick inte vidare | Gick inte vidare | Gick inte vidare |

- Damer

| Namn         | Gren   | 32-delsfinal              | 16-delsfinal                       | 8-delsfinal                           | Kvartsfinal                        | Semifinal        | Final            | Final            |
| Namn         | Gren   | Resultat                  | Resultat                           | Resultat                              | Resultat                           | Resultat         | Resultat         | Plats            |
| ------------ | ------ | ------------------------- | ---------------------------------- | ------------------------------------- | ---------------------------------- | ---------------- | ---------------- | ---------------- |
| Saina Nehwal | Singel | Diehl (RUS) (W 21-9 21-8) | Larisa Griga (UKR) (W 21-18 21-10) | Wang Chen (HKG) (W 21-19 11-21 21-11) | Yulianti (INA) L 26-28 21-14 21-15 | Gick inte vidare | Gick inte vidare | Gick inte vidare |

## Bordtennis
- Huvudartikel: Bordtennis vid olympiska sommarspelen 2008
- Singel, herrar

| Idrottare             | Gren   | Grundomgång          | Omgång 1                       | Omgång 2                 | Omgång 3             | Omgång 4             | Kvartsfinal          | Semifinal            | Final                |
| Idrottare             | Gren   | Motståndare Resultat | Motståndare Resultat           | Motståndare Resultat     | Motståndare Resultat | Motståndare Resultat | Motståndare Resultat | Motståndare Resultat | Motståndare Resultat |
| --------------------- | ------ | -------------------- | ------------------------------ | ------------------------ | -------------------- | -------------------- | -------------------- | -------------------- | -------------------- |
| Achanta Sharath Kamal | Singel |                      | Carneros Alfredo (ESP) won 4-2 | Chen Weixing (AUT) L 4-1 | Gick inte vidare     | Gick inte vidare     | Gick inte vidare     | Gick inte vidare     | Gick inte vidare     |

- Singel, damer

| Idrottare     | Gren   | Grundomgång                                                   | Omgång 1             | Omgång 2             | Omgång 3             | Omgång 4             | Kvartsfinal          | Semifinal            | Final                |
| Idrottare     | Gren   | Motståndare Resultat                                          | Motståndare Resultat | Motståndare Resultat | Motståndare Resultat | Motståndare Resultat | Motståndare Resultat | Motståndare Resultat | Motståndare Resultat |
| ------------- | ------ | ------------------------------------------------------------- | -------------------- | -------------------- | -------------------- | -------------------- | -------------------- | -------------------- | -------------------- |
| Neha Aggarwal | Singel | Lay Jian Fang (AUS) lost 4-1 (12-10, 8-11, 11-13, 8-11, 4-11) | Gick inte vidare     | Gick inte vidare     | Gick inte vidare     | Gick inte vidare     | Gick inte vidare     | Gick inte vidare     | Gick inte vidare     |

## Boxning
- Huvudartikel: Boxning vid olympiska sommarspelen 2008

| Jitender Kumar       | Flugvikt      | Memis (TUR) W (motståndare gav upp)          | Doniyorov (UZB) W 13 : 6     | Balakshin (RUS) L 15 : 11 | Gick inte vidare     | Gick inte vidare | Gick inte vidare | Gick inte vidare |
| Akhil Kumar          | Bantamvikt    | Hallab (FRA) W 12 : 5                        | Vodopyanov (RUS) W +9 : 9    | Gojan (MDA) L 10 : 3      | Gick inte vidare     | Gick inte vidare | Gick inte vidare | Gick inte vidare |
| Anthresh Lalit Lakra | Fjädervikt    | Sultonov (UZB) L 9 : 5                       | Gick inte vidare             | Gick inte vidare          | Gick inte vidare     | Gick inte vidare | Gick inte vidare |                  |
| Vijender Kumar       | Mellanvikt    | Badou (GAM) W 13 : 2                         | Chomphuphuang (THA) W 13 : 3 | Góngora (ECU) W 9 : 4     | Correa (CUB) L 8 : 5 | Gick inte vidare |                  |                  |
| Dinesh Kumar         | Lätt tungvikt | Benchabla (ALG) L 3 : 23 (stoppad av domare) | Gick inte vidare             | Gick inte vidare          | Gick inte vidare     | Gick inte vidare | Gick inte vidare |                  |

## Brottning
- Huvudartikel: Brottning vid olympiska sommarspelen 2008

| Tävlande       | Gren                   | Kvalifikation        | 1/8 Final                 | Kvartsfinal           | Semifinal          | Återkval 1           | Återkval 2            | Final                    | Placering |
| Tävlande       | Gren                   | Motståndare Result   | Motståndare Result        | Motståndare Result    | Motståndare Result | Motståndare Result   | Motståndare Result    | Motståndare Result       | Placering |
| -------------- | ---------------------- | -------------------- | ------------------------- | --------------------- | ------------------ | -------------------- | --------------------- | ------------------------ | --------- |
| Yogeshwar Dutt | Fristil, fjädervikt    |                      | Orazgaliyev (KAZ) Won 8-2 | Yumoto (JPN) Lost 3-6 | Gick inte vidare   | Gick inte vidare     | Gick inte vidare      | Gick inte vidare         | -         |
| Sushil Kumar   | Fristil, lättvikt      |                      | Stadnik (UKR) Lost 8-1    | Did not advance       | Did not advance    | Schwab (USA) Won 3-1 | Batyrov (BLR) Won 3-1 | Spiridonov (KAZ) Won 3-1 | Brons     |
| Rajiv Tomar    | Fristil, supertungvikt | Mocco (USA) Lost 0-4 | Gick inte vidare          | Gick inte vidare      | Gick inte vidare   | Gick inte vidare     | Gick inte vidare      | Gick inte vidare         | -         |

## Bågskytte
- Huvudartikel: Bågskytte vid olympiska sommarspelen 2008
- Herrar

| Namn                 | Gren         | Rankingrunda | Rankingrunda | 32-delsfinal                       | 16-delsfinal                      | 8-delsfinal      | Kvartsfinal      | Semifinal        | Final            | Final            |
| Namn                 | Gren         | Poäng        | Seed         | Resultat                           | Resultat                          | Resultat         | Resultat         | Resultat         | Resultat         | Plats            |
| -------------------- | ------------ | ------------ | ------------ | ---------------------------------- | --------------------------------- | ---------------- | ---------------- | ---------------- | ---------------- | ---------------- |
| Mangal Singh Champia | Individuellt | 678          | 2            | Hojjatolah (IRI) (63) (Won 112-98) | Badenov (RUS) (31) (Lost 109-108) | Gick inte vidare | Gick inte vidare | Gick inte vidare | Gick inte vidare | Gick inte vidare |

- Damer

| Namn                                             | Gren         | Rankingrunda | Rankingrunda | 32-delsfinal                                                  | 16-delsfinal                        | 8-delsfinal      | Kvartsfinal             | Semifinal        | Final            | Final            |                  |
| Namn                                             | Gren         | Poäng        | Seed         | Resultat                                                      | Resultat                            | Resultat         | Resultat                | Resultat         | Resultat         | Plats            |                  |
| ------------------------------------------------ | ------------ | ------------ | ------------ | ------------------------------------------------------------- | ----------------------------------- | ---------------- | ----------------------- | ---------------- | ---------------- | ---------------- | ---------------- |
| Dola Banerjee                                    | Individuellt | 633          | 31           | Marie-Pier Beaudet (CAN) (34) (Lost 108-108 : Tie Break 8-10) | Gick inte vidare                    | Gick inte vidare | Gick inte vidare        | Gick inte vidare | Gick inte vidare | Gick inte vidare |                  |
| Bombayala Devi                                   | Individuellt | 637          | 22           | Iwona Marcinkiewicz (POL) (Lost 101-103)                      | Gick inte vidare                    | Gick inte vidare | Gick inte vidare        | Gick inte vidare | Gick inte vidare | Gick inte vidare |                  |
| Pranitha Vardhineni                              | Individuellt | 627          | 37           | Jane Waller (AUS) (28) (Won 106-100)                          | Kwon Un Sil (PRK) (5) (Lost 106-99) | Gick inte vidare | Gick inte vidare        | Gick inte vidare | Gick inte vidare | Gick inte vidare | Gick inte vidare |
| Dola Banerjee Bombayala Devi Pranitha Vardhineni | Lag          | 1897         | 6            |                                                               |                                     | Bye              | Kina (3) (Lost 211-206) | Gick inte vidare | Gick inte vidare | 7                |                  |

## Friidrott
- Huvudartikel: Friidrott vid olympiska sommarspelen 2008

Förkortningar
- Noteringar – Placeringarna avser endast löparens eget heat
- Q = Kvalificerad till nästa omgång
- q = Kvalificerade sig till nästa omgång som den snabbaste idrottaren eller, i fältgrenarna, via placering utan att uppnå kvalgränsen.
- NR = Nationellt rekord
- N/A = Omgången ingick inte i grenen
- Bye = Idrottaren behövde inte delta i denna omgång

Herrar
Bana och landsväg
| Idrottare      | Gren     | Final    | Final     |
| Idrottare      | Gren     | Resultat | Placering |
| -------------- | -------- | -------- | --------- |
| Surendra Singh | 10 000 m | 28:13.97 | 26        |

Fältgrenar
| Idrottare         | Gren           | Kval    | Kval      | Final            | Final            |
| Idrottare         | Gren           | Distans | Placering | Distans          | Placering        |
| ----------------- | -------------- | ------- | --------- | ---------------- | ---------------- |
| Vikas Gowda       | Diskuskastning | 60.69   | 22        | Gick inte vidare | Gick inte vidare |
| Renjith Maheswary | Tresteg        | 15.77   | 35        | Gick inte vidare | Gick inte vidare |

Damer
Bana & landsväg
| Idrottare                                                                   | Gren      | Heat     | Heat      | Semifinal        | Semifinal        | Final            | Final            |
| Idrottare                                                                   | Gren      | Resultat | Placering | Resultat         | Placering        | Resultat         | Placering        |
| --------------------------------------------------------------------------- | --------- | -------- | --------- | ---------------- | ---------------- | ---------------- | ---------------- |
| Mandeep Kaur                                                                | 400 m     | 52.88    | 6         | Gick inte vidare | Gick inte vidare |                  |                  |
| Preeja Sreedharan                                                           | 10 000 m  | i.u.     | i.u.      | i.u.             | i.u.             | 32:34.64         | 25               |
| Sathi Geetha Mandeep Kaur Manjeet Kaur Sini Jose Raja Pooyamma Chitra Soman | 4 x 400 m | 3:28.83  | 7         | i.u.             | i.u.             | Gick inte vidare | Gick inte vidare |

Fältgrenar
| Idrottare      | Gren           | Kval  | Kval      | Final            | Final            |
| Idrottare      | Gren           | Längd | Placering | Längd            | Placering        |
| -------------- | -------------- | ----- | --------- | ---------------- | ---------------- |
| Anju George    | Längdhopp      | NM    | —         | Gick inte vidare | Gick inte vidare |
| Harwant Kaur   | Diskuskastning | 56.42 | 30        | Gick inte vidare | Gick inte vidare |
| Krishna Poonia | Diskuskastning | 58.23 | 24        | Gick inte vidare | Gick inte vidare |

Kombinerade grenar – Sjukamp
| Mångkampare        | Gren     | 100H  | HJ   | SP    | 200 m | LJ   | JT    | 800 m   | Final | Placering |
| ------------------ | -------- | ----- | ---- | ----- | ----- | ---- | ----- | ------- | ----- | --------- |
| Pramila Gudanda    | Resultat | 13.97 | 1.74 | 11.66 | 24.92 | 6.11 | 41.27 | 2:23.46 | 5771  | 27*       |
| Pramila Gudanda    | Poäng    | 983   | 903  | 639   | 894   | 883  | 692   | 777     | 5771  | 27*       |
| Shobha Javur       | Resultat | 13.62 | 1.65 | 13.07 | 24.62 | 5.86 | 43.50 | 2:27.50 | 5749  | 29*       |
| Shobha Javur       | Poäng    | 1033  | 795  | 732   | 922   | 807  | 735   | 725     | 5749  | 29*       |
| Susmita Singha Roy | Resultat | 14.11 | 1.71 | 11.27 | 24.34 | 5.98 | 39.79 | 2:21.14 | 5705  | 32*       |
| Susmita Singha Roy | Poäng    | 963   | 867  | 613   | 948   | 843  | 663   | 808     | 5705  | 32*       |

## Judo
Damer
| Idrottare           | Gren                    | Sextondelsfinal            | Åttondelsfinal       | Kvartsfinal          | Semifinal            | Återkval 1                  | Återkval 2           | Återkval 3           | Final / BM           | Final / BM       |
| Idrottare           | Gren                    | Motståndare Resultat       | Motståndare Resultat | Motståndare Resultat | Motståndare Resultat | Motståndare Resultat        | Motståndare Resultat | Motståndare Resultat | Motståndare Resultat | Placering        |
| ------------------- | ----------------------- | -------------------------- | -------------------- | -------------------- | -------------------- | --------------------------- | -------------------- | -------------------- | -------------------- | ---------------- |
| Khumujam Tombi Devi | Extra lättvikt (-48 kg) | Hormigo (POR) L 0000–1011  | Gick inte vidare     | Gick inte vidare     | Gick inte vidare     | Gick inte vidare            | Gick inte vidare     | Gick inte vidare     | Gick inte vidare     | Gick inte vidare |
| Divya Tewar         | Halv tungvikt (-78 kg)  | Castillo (CUB) L 0000–1000 | Gick inte vidare     | Gick inte vidare     | Gick inte vidare     | Abikeyeva (KAZ) L 0000–1010 | Gick inte vidare     | Gick inte vidare     | Gick inte vidare     | Gick inte vidare |

## Rodd
Herrar
| Idrottare                             | Gren                    | Heat    | Heat      | Återkval | Återkval  | Kvartsfinal | Kvartsfinal | Semifinal | Semifinal | Final   | Final     | Final |
| Idrottare                             | Gren                    | Tid     | Placering | Tid      | Placering | Tid         | Placering   | Tid       | Placering | Tid     | Placering |       |
| ------------------------------------- | ----------------------- | ------- | --------- | -------- | --------- | ----------- | ----------- | --------- | --------- | ------- | --------- | ----- |
| Bajranglal Takhar                     | Singelsculler           | 7:39,91 | 3 QF      | i.u.     | i.u.      | 7:19,01     | 5 SC/D      | 7:23,00   | 4 FD      | 7:09,73 | 21        |       |
| Devender Kumar Khandwal Manjeet Singh | Lättvikts-dubbelsculler | 6:37,13 | 5 R       | 7:02,06  | 5 SC/D    | i.u.        | i.u.        | 6:40,34   | 3 FC      | 6:44,48 | 18        |       |

## Segling
Öppen
| Nachhatar Singh Johal | Finnjolle | 4 | 24 | 23 | 24 | 11 | 24 | 18 | 24 | CAN | CAN | EL | 128 | 23 |

M = Medaljlopp; EL = Eliminerad – gick inte vidare till medaljloppet;

## Simning
- Huvudartikel: Simning vid olympiska sommarspelen 2008

## Skytte
- Huvudartikel: Skytte vid olympiska sommarspelen 2008

## Tennis
| Spelare                      | Gren       | Omgång 1                   | Omgång 2                         | Åttondelsfinaler                     | Kvartsfinaler                       | Semifinaler       | Final / BM        | Final / BM       |
| Spelare                      | Gren       | Motståndare Poäng          | Motståndare Poäng                | Motståndare Poäng                    | Motståndare Poäng                   | Motståndare Poäng | Motståndare Poäng | Placering        |
| ---------------------------- | ---------- | -------------------------- | -------------------------------- | ------------------------------------ | ----------------------------------- | ----------------- | ----------------- | ---------------- |
| Mahesh Bhupathi Leander Paes | Herrdubbel | i.u.                       | Monfils / Simon (FRA) W 6–3, 6–3 | Melo / Sá (BRA) W 6–4, 6–2           | Federer / Wawrinka (SUI) L 2–6, 4–6 | Gick inte vidare  | Gick inte vidare  | Gick inte vidare |
| Sania Mirza                  | Damsingel  | Benešová (CZE) L 1–6, 1–2r | Gick inte vidare                 | Gick inte vidare                     | Gick inte vidare                    | Gick inte vidare  | Gick inte vidare  | Gick inte vidare |
| Sania Mirza Sunitha Rao      | Damdubbel  | i.u.                       | Golovin / Parmentier (FRA) W WO  | Kuznetsova / Safina (RUS) L 4–6, 4–6 | Gick inte vidare                    | Gick inte vidare  | Gick inte vidare  | Gick inte vidare |